# Evarcha nigricans
Evarcha nigricans är en spindelart som först beskrevs av Raymond Comte de Dalmas 1920.  Evarcha nigricans ingår i släktet Evarcha och familjen hoppspindlar. Inga underarter finns listade i Catalogue of Life.